# John and Jane Doe
『John and Jane Doe』（ジョンアンドジェーンドー）は、2004年に製作された日本映画。坂上忍監督作品。R-18指定作品。

## キャスト
- 山口友梨子
- 中島けんこう
- 番場拓海
- 大島央照
- 奥貫薫
- 中野若葉
- 西川弘志
- 大和屋礎石
- 火野正平
- 井上順
- 前田くみ子
- ハヤブサ人生
- リン・ヒャン・ホン

## 補足
- John Doe…身元不明男性につけられる仮名
- Jane Doe…身元不明女性につけられる仮名[1]